# Yū Koyama
Yū Koyama (小山 ゆう?, Koyama Yū; Yokkaichi, 20 febbraio 1948) è un fumettista giapponese. 
È conosciuto a livello internazionale soprattutto per il manga di pugilato Forza Sugar, vincitore dello Shogakukan Manga Award nel 1977. 

## Biografia
Koyama è nato a Yokkaichi, nella Prefettura di Shizuoka. Dopo la laurea presso l’università di Shizuoka, si trasferisce a Tokyo dove lavora come animatore presso TV Video Co., Ltd., una società di produzione di animazione. Nel 1968, inizia la collaborazione con la Saito Productions, guidata da Takao Saitō. Nel 1971, lavora presso lo Studio Ship accanto, tra altri, a Kazuo Koike.
Nel 1973, Koyama debutta su Shōnen Sunday con la serie Ore wa Chokkaku. Nel 1976, inizia su Weekly Shōnen Sunday la serializzazione di Forza Sugar, manga sul pugilato che racconta della crescita umana e professionale di un giovane pugile. Questa opera, che viene serializzata per cinque anni e che si aggiudica il 22° Shogakukan Manga Award nel 1977, verrà adattata in una serie televisiva nel 1980. Dal 1986 al 1996, Koyama si dedica a Oh! Ryoma, serie che vede come protagonista Ryoma Sakamoto. Nel 1994, inizia la serializzazione della sua opera più ambiziosa e complessa: Azumi, che viene pubblicato sulla rivista Big Comic Superior dal 1994 al 2014 e poi raccolto in 66 volumi tankōbon, racconta le gesta di una kunoichi durante il Periodo Sengoku. Nel 1998, Azumi vince il 43° Shogakukan Manga Award e il 1º premio per l'eccellenza nella categoria Manga dell'Agenzia Culturale Media Arts Festival. Nel 2003 e nel 2005, la serie viene adattata per il grande schermo in due pellicole dirette da Ryūhei Kitamura.

### Opere
| #  | Titolo                               | Data di pubblicazione | Volumi |
| -- | ------------------------------------ | --------------------- | ------ |
| 1  | Ore wa Chokkaku (おれは直角?)        | 1973-1976             | 14     |
| 2  | Forza Sugar (がんばれ元気?)          | 1976-1981             | 28     |
| 3  | Iza! Ryoma (いざ!竜馬?)              | 1978                  | 2      |
| 4  | Samurai kazuma (サムライ数馬?)       | 1979                  | 2      |
| 5  | Kaze no Saburo (風の三郎?)           | 1979                  | 5      |
| 6  | Ai ga yuku (愛がゆく?)               | 1981                  | 12     |
| 7  | Supurintā (スプリンター?)            | 1984-1987             | 14     |
| 8  | Harajuku sutōrī (原宿ストーリー?)    | 1985                  | 1      |
| 9  | Oi! Ryoma (お〜い!竜馬?)             | 1986-1996             | 23     |
| 10 | Chenji (チェンジ?)                   | 1987-1988             | 3      |
| 11 | Momotarō (ももたろう?)               | 1993-1994             | 10     |
| 12 | Azumi (あずみ?)                      | 1994-2008             | 48     |
| 13 | AZUMI 〜 Azumi 〜 (AZUMI〜あずみ〜?) | 2008-2014             | 18     |
| 14 | Yūhi (雄飛?)                         | 2014-2018             | 16     |
| 15 | Sōta no kuni (颯汰の国?)             | 2019-in corso         | 6      |